# Kolmårdsmarmor

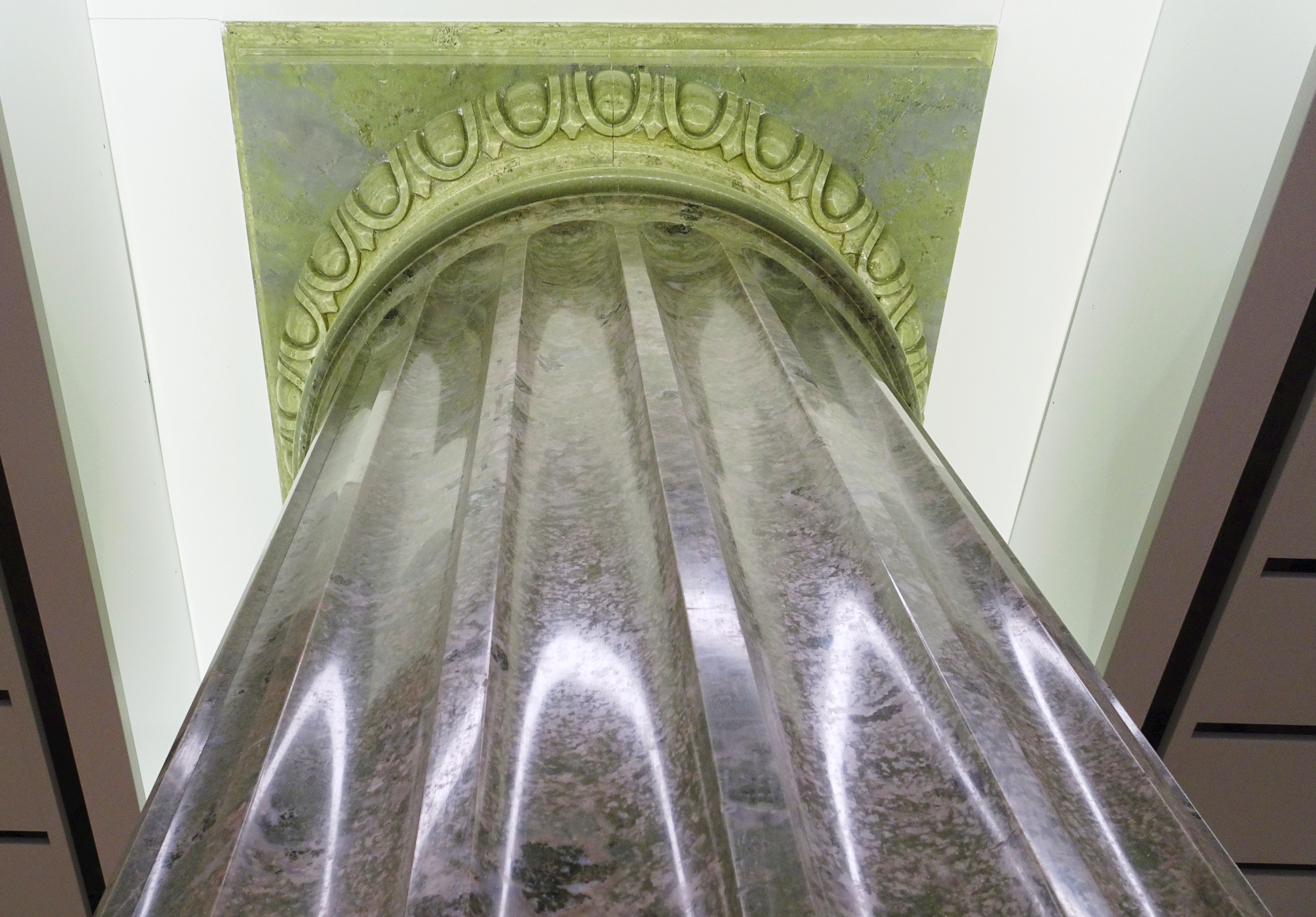
Kolonn och kapitäl i kolmårdsmarmor i f.d. Ostermans marmorhallar.

Kolmårdsmarmor är en metamorf kalksten från området kring Kolmården i nordöstra Östergötland. Marmorn återfinns med några meters tjocklek i den vita kalkstenen. Den är mycket rik på serpentin, ett vattenhaltigt magnesiumrikt silikatmineral, och kalksilikatmineral. Det är dessa mineraler som ger kolmårdsmarmorn dess attraktiva utseende. Kolmårdsmarmor är Östergötlands landskapssten.

## Allmänt

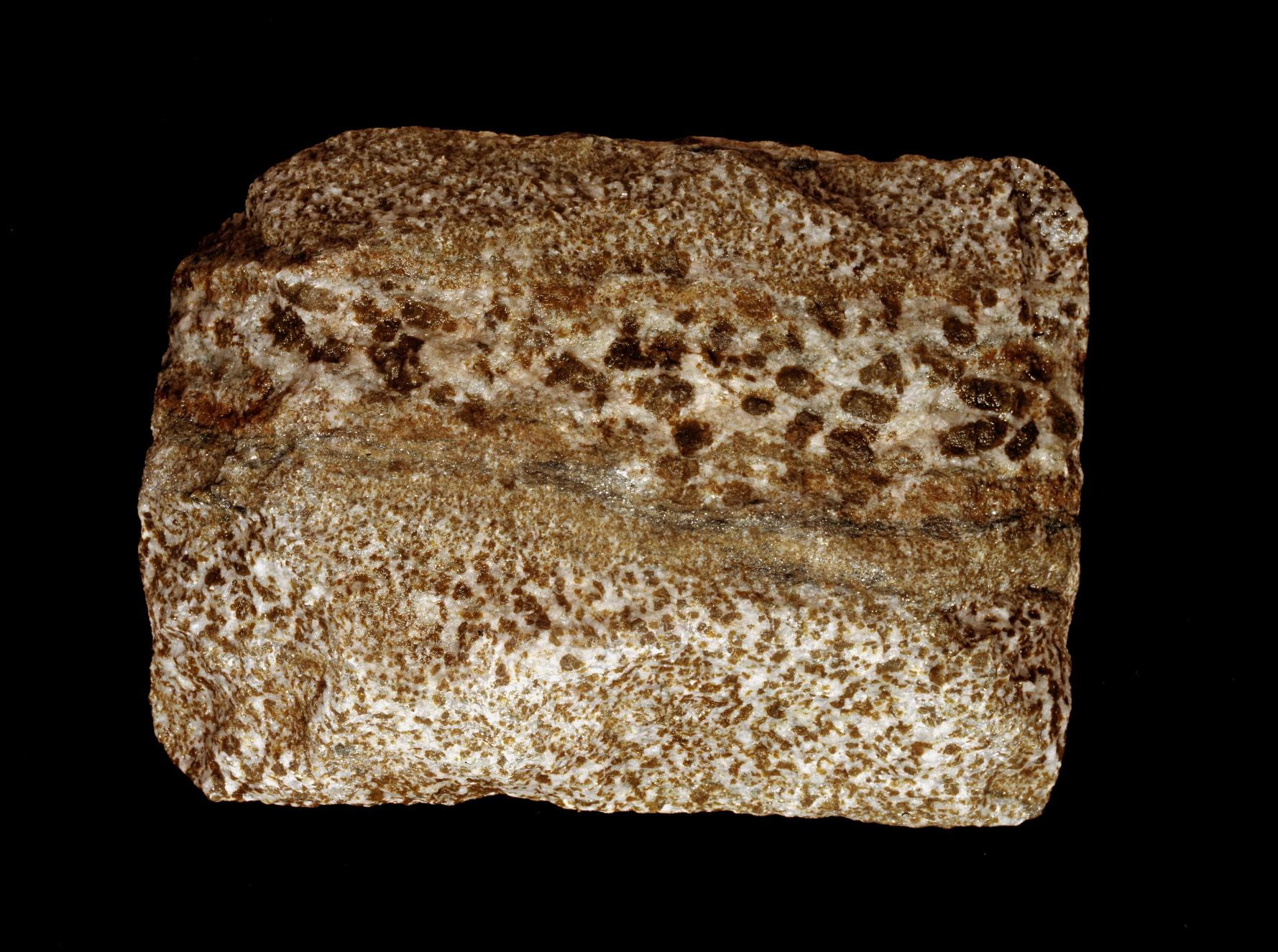
Kolmardsmarmor obearbetad.

Färgen på marmorn varierar från ljusgrön till grönsvart. Stenen har visat sig vittra om den används utomhus och har därför nästan uteslutande använts för inredningsarbeten. År 2016 blev kolmårdsmarmor utsedd till Årets sten av Sveriges Stenindustriförbund.

## Historik

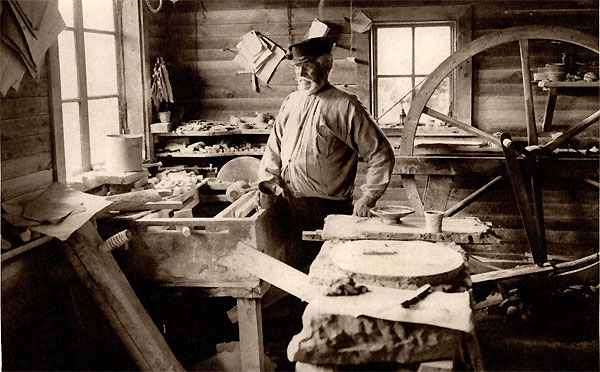
Marmorsliperi i Kolmården på 1920-talet.

Redan på 1200-talet tillverkades föremål i kolmårdsmarmor, vilken dopfunten i Östra Eneby kyrka är det äldst bevarade exemplet på. Marmorbruket fick sitt första privilegiebrev år 1673. På 1600-, 1700- och 1800-talen var denna marmor en attraktiv produkt som användes i exklusiva kretsar. Till exempel återfinns föremål av denna marmor vid Drottningholms slott, Stockholms slott, Kungliga Operan, Nationalmuseum och Uppsala universitet.
Under första delen av 1900-talet ökade brytningen och kolmårdsmarmorn började marknadsföras internationellt, men efter andra världskriget minskade efterfrågan till förmån för billigare material.
Brytningen skedde fram till 1978 i regi av Kolmårdens marmorbruk (från 1861 Marmorbruks AB) , vars byggnader ännu idag går att bese några kilometer från Krokek. I Hantverksbyn i Kolmården tillverkas det fortfarande föremål i kolmårdsmarmor enligt de gamla hantverkstraditionerna. Idag bryter och förädlar Borghamns Stenförädling AB kolmårdsmarmor från Oxåkerbrottet (58°40′18″N 16°25′45″Ö / 58.67167°N 16.42917°Ö). Den används främst till byggnadssten och är också väldigt populär bland arkitekter och inredare för sin kvalité och unika färg.
Kolmårdsmarmor har varit en viktig förebild för målad marmorering, exempelvis i många kyrkoinredningar från 1700-talet och i det sena 1800-talets dekoration av offentliga byggnader och hyreshusens entréer och trapphallar.

## Bildexempel

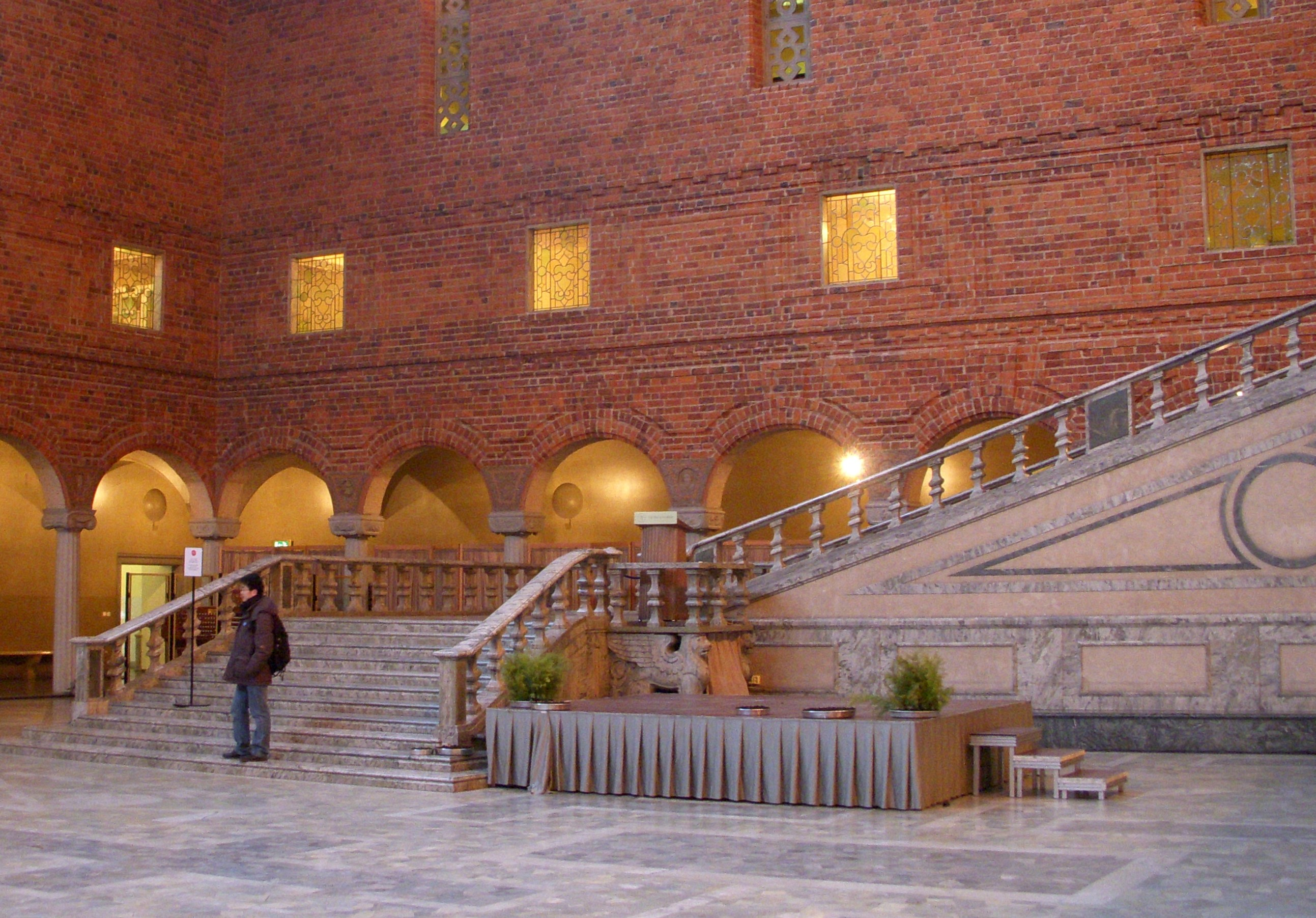
Trappa i Blå hallen i Stockholms stadshus
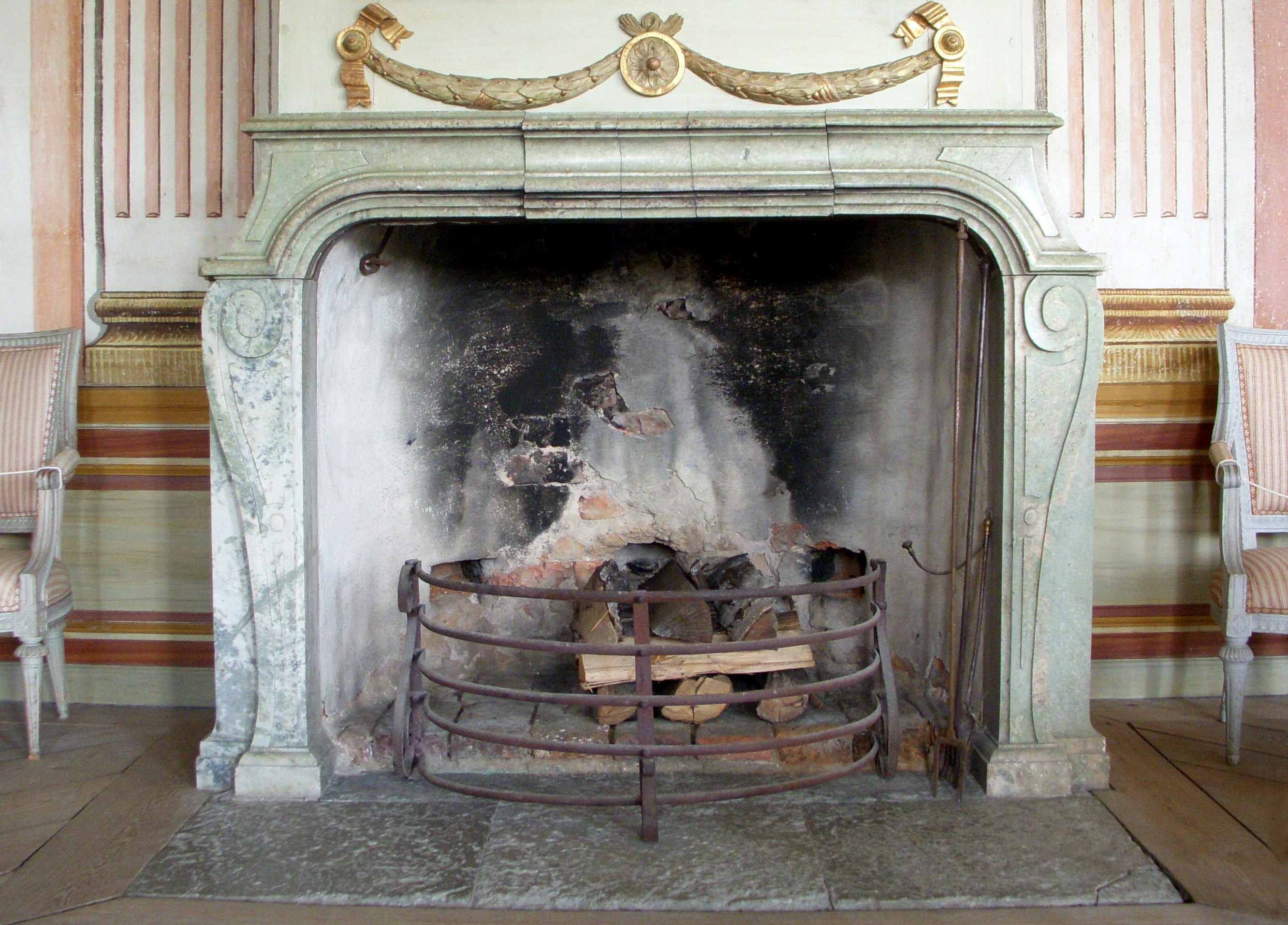
Öppna spisen i paviljongen i Svindersvik i Nacka
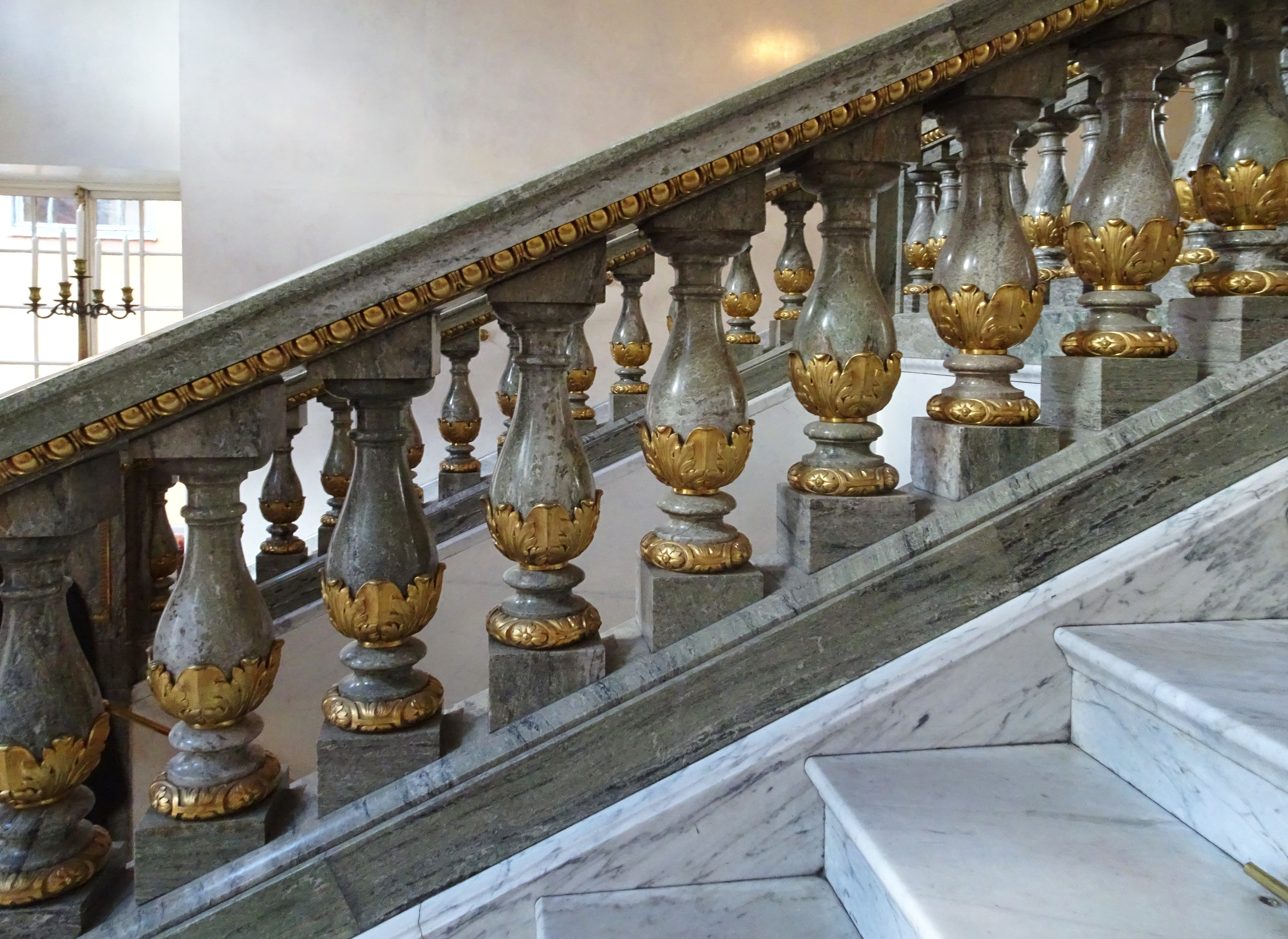
Trappa i van der Nootska palatset, Södermalm
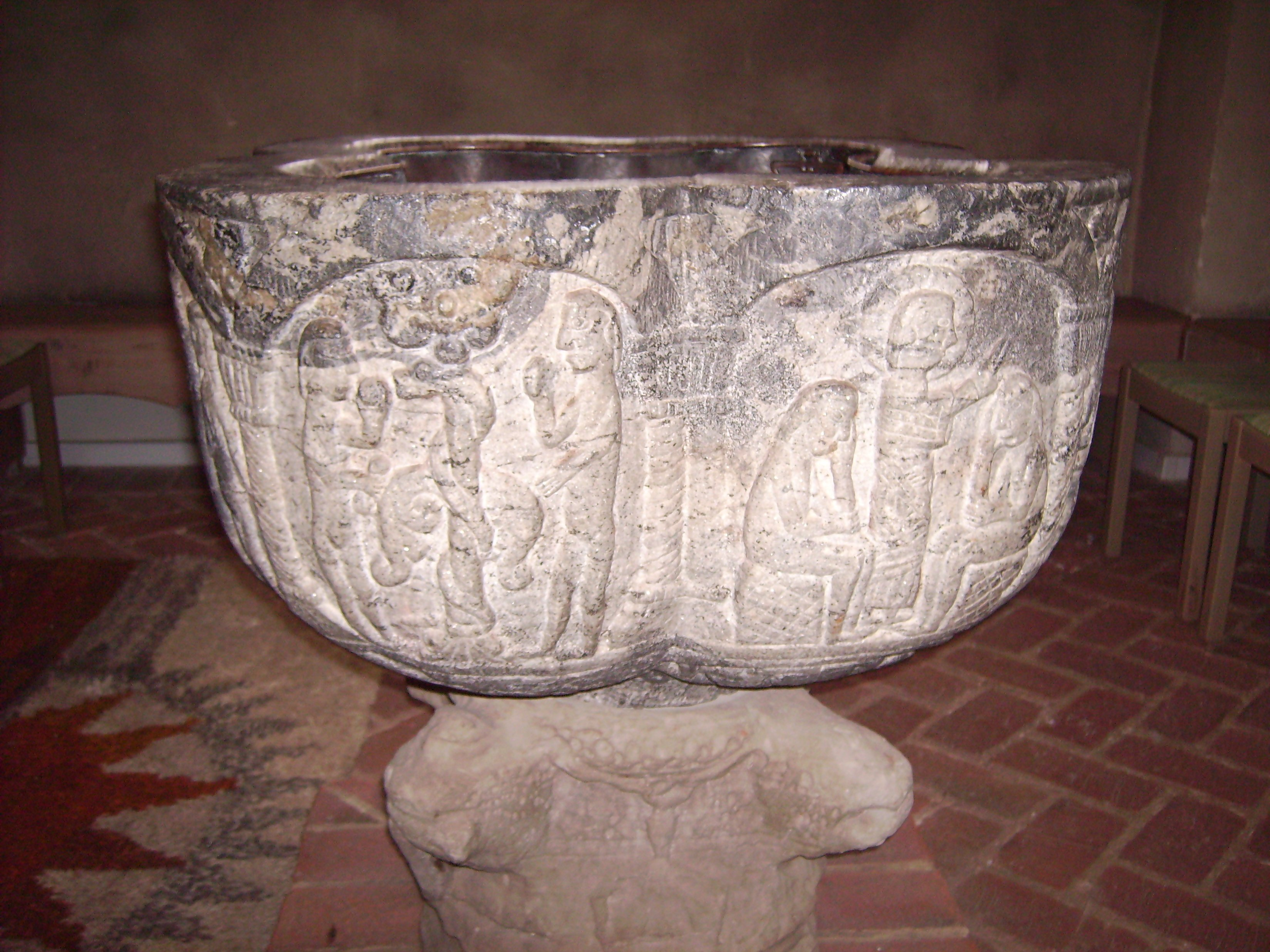
Dopfunt från 1200-talet i Östra Eneby kyrka i Norrköping
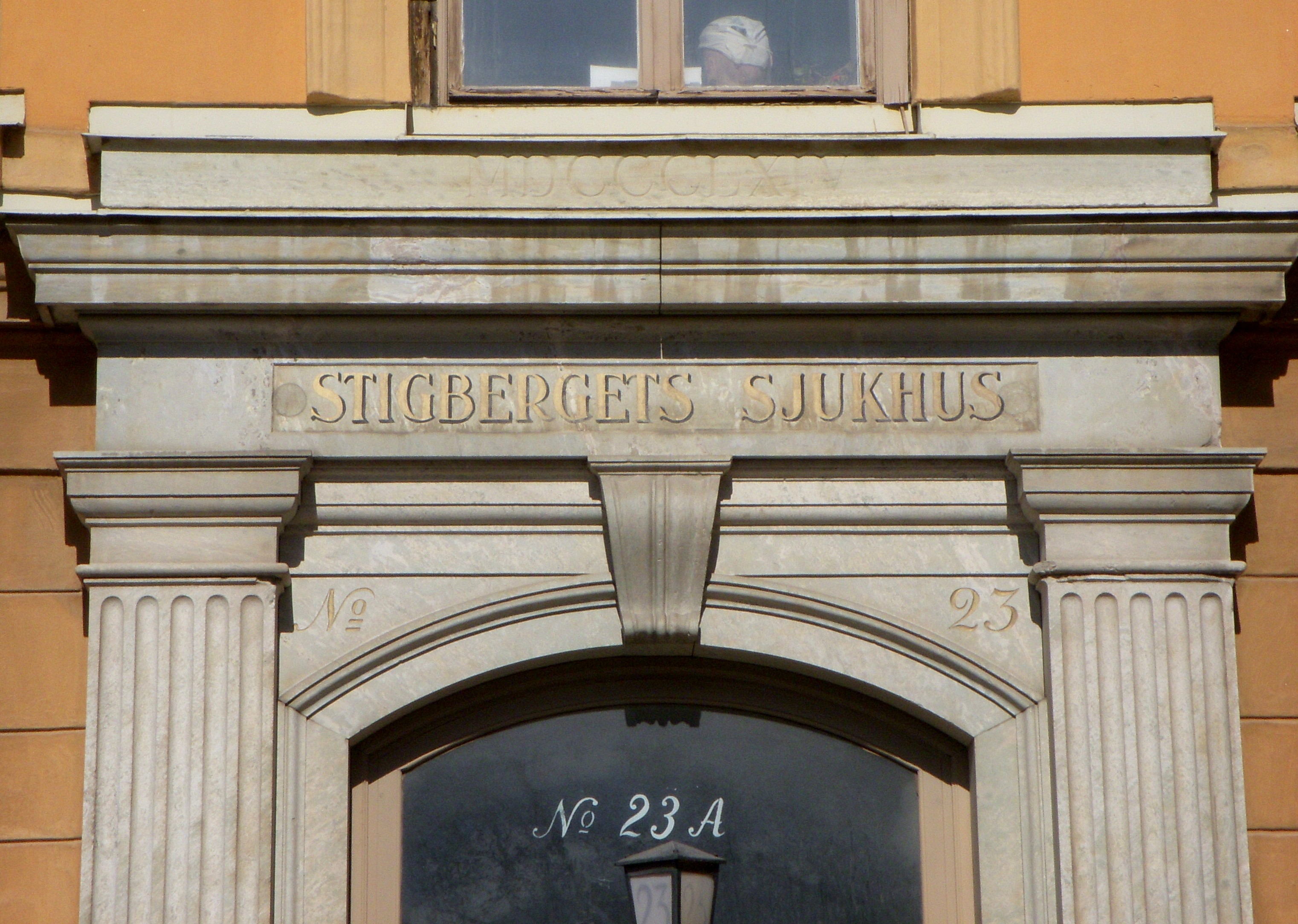
Portal till Stigbergets sjukhus, Fjällgatan i Stockholm